# Йозеф Лапп
Йозеф Лапп (нім. Josef Lapp; нар. 18 жовтня 1909, Францфельд, Австро-Угорщина — пом. 18 лютого 1993, Гамбург, Німеччина) — голова німецької меншини Банату, цивільний комісар (віцебан) Банату у 1941—1944 роках, за походженням дунайський шваб.

## Життєпис
Народився у Францфельді (нинішньому передмісті Панчева Качарево) у 1909 році в сім'ї землероба. Був нащадком Георга Лаппа з Гундельфінгена у Брайсгау, який належав до першопоселенців Францфельда в Банаті в 1791 році. Францфельд тоді знаходився у Військовому порубіжжі — смузі завдовжки в кілька сотень кілометрів, спустошеній війнами та пошестями, на північ від земель, що перебували під турецьким владарюванням на Балканах.
З 1915 року навчався в угорській початковій школі у Францфельді, 1921 року перейшов у німецьку гімназію в Панчеві, а потім з 1925 по 1929 рік відвідував сербську державну гімназію. З 1929 по 1937 рік вивчав право в Загребському університеті з перервами у формі навчального візиту в Інсбрук у 1930—1933 роках і військової служби в югославській армії з 1934 по 1936 рік. У 1936 році одружився.
Після складання іспиту на офіцера запасу визнаний лейтенантом резервного складу. З 1937 року працював адвокатом у місцевому та окружному судах у Панчеві, а пізніше вів адвокатську практику разом із сербським адвокатом. Вважав, що «освічені» мають бути зразком для наслідування та вчителями для всіх інших у селі в усіх відношеннях. Під час літніх канікул оглядали сільську бібліотеку, замовляли нові книги, репетирували вистави, влаштовували культурні заходи, створювали народні костюми, займалися народними танцями.
У 1925 році з метою вивчити сербську мову Лапп поїхав у Панчево до товариша свого батька по Першій світовій війні, де прожив чотири роки. У цьому домі до нього ставилися як до рідного сина, і з цим сербським подружжям він відчув, що конфлікти між балканськими етнічними групами аж ніяк не неминучі. Пізніше, бувши віцегубернатором Банату, Лапп неодноразово доводив своє толерантне, розуміюче та виважене ставлення до інших етнічних груп. Під час навчання в Інсбруку вступив до Асоціації німецьких студентів (нім. Verein Deutscher Studenten Innsbruck). Це братство вважало своїм особливим обов'язком надавати культурну підтримку німецьким етнічним групам, які проживали за межами німецьких та австрійських кордонів.
У травні 1941 року після окупації Югославії нацистською Німеччиною німецький комендант приділив Лаппа на посаду тимчасового районного управителя Панчева. 17 червня 1941 року його призначили віцебаном Банату. Як віцебан чи то пак начальник адміністрації Йозеф Лапп відповідав за реорганізацію всього управління Банату, включаючи систему освіти, поліцію, інфраструктуру та постачання продовольства німецьким окупантам. У Банаті почався адміністративний хаос, адже багато сербських управлінців, які раніше там працювали, втекли, коли німці окупували Банат. Йозеф Лапп зі власної ініціативи, розсилав рекомендації щодо того, як діяти в округах і окремих містах Банату, таким чином великою мірою досягаючи єдиного підходу до цих адміністративних питань. До серпня 1944 року ці завдання успішно виконувалися зусиллями здібних адміністративних працівників, які походили з кількох етнічних груп, представлених у Банаті. З окупацією Банату радянськими та партизанськими військами, цій владі у Банаті було покладено край.
У жовтні 1944 року, після визволення Воєводини, він утік у Німеччину. У середині 1945 року заарештований американськими окупаційними військами у Баварії та відправлений до цивільного табору для інтернованих у Мосбурзі поблизу Мюнхена. У червні 1946 року втік з американського ув'язнення, щоб уникнути екстрадиції до комуністичної Югославії.
З 1946 по 1952 рік працював на різних роботах у північній Німеччині. З березня 1952 року був співробітником розшуку Німецького Червоного Хреста в Гамбурзі. Спочатку відповідав за «пошук зниклих безвісти цивільних в'язнів у країнах Південно-Східної Європи», а потім за «службу допомоги та порад німцям у Східній та Південно-Східній Європі».
З 1954 по 1974 роки був головою Ради працівників Служби розшуку Німецького Червоного Хреста в Гамбурзі (нім. DRK Hamburg). З 1956 по 1979 рік був головою Земляцтва дунайських швабів у Гамбурзі (нім. Landsmannschaft der Donauschwaben in Hamburg). У неробочий час проводив консультації зі співвітчизниками, з яких дехто тільки прибув у Німеччину з країн Південно-Східної Європи.
Вийшов на пенсію в січні 1975 року, помер через 18 років, у 1993 році в Гамбурзі.